# Kevin Barry
Kevin Gerard Barry (20 de enero de 1902-1 de noviembre de 1920) fue un soldado del Ejército Republicano Irlandés (IRA) y estudiante de medicina que fue ejecutado por el gobierno británico durante la Guerra de Independencia de Irlanda. Fue condenado a muerte en la horca por su participación en un ataque a un camión de suministros del ejército británico que resultó en la muerte de tres soldados británicos.
Su ejecución enardeció la opinión pública nacionalista en Irlanda, en gran parte debido a su edad. El momento de la ejecución, sólo siete días después de la muerte por huelga de hambre de Terence MacSwiney, el alcalde republicano de Cork, puso a la opinión pública en un estado de agitación. Su sentencia de muerte pendiente atrajo la atención internacional y funcionarios de los Estados Unidos y de la ciudad del Vaticano intentaron conseguir un indulto. Su ejecución y la muerte de MacSwiney precipitaron una escalada de violencia mientras la Guerra de Independencia de Irlanda entraba en su fase más sangrienta y Barry se convirtió en un mártir republicano irlandés.

## Primeros años de vida
Kevin Barry nació el 20 de enero de 1902, en el número 8 de Fleet Street, Dublín, hijo de Thomas y Mary (de soltera Dowling) Barry. Kevin, fue el cuarto de siete hijos, dos chicos y cinco chicas, fue bautizado en la iglesia de San Andrés, Westland Row. Su padre, Thomas Barry Sr., dirigía un próspero negocio lechero en Dublín con sede en Fleet Street y sostenido por la producción de la granja familiar en Tombeagh, Hacketstown, Condado de Carlow. Thomas Barry Sr. murió de una enfermedad cardíaca el 8 de febrero de 1908, a la edad de 56 años, cuando Kevin tenía seis años.
La madre de Kevin Barry, Mary Dowling, provenía de Drumguin, condado de Carlow, y, tras la muerte de su marido, trasladó a la familia a la granja de Tombeagh, conservando la casa familiar en Fleet Street. De niño asistió a la Escuela Nacional de Rathvilly. En 1915 fue enviado a vivir a Dublín y asistió a las Escuelas O'Connell durante tres meses, antes de inscribirse en el grado preparatorio en el St Mary's College, Rathmines, en septiembre de 1915. Permaneció en esa escuela hasta el 31 de mayo de 1916, cuando fue clausurada por sus patrocinadores clérigos.
Durante este período, sin duda, Kevin Barry se vio afectado por los acontecimientos de abril, el Levantamiento de Pascua. En el mismo período en St. Mary's, también asistió a un concierto conmemorativo de los Mártires de Mánchester, que fueron ahorcados en Inglaterra en 1867. Estos acontecimientos sirvieron para incitar su naciente nacionalismo hasta el punto de que expresó su deseo de unirse al Fianna Éireann de Constance Markievicz. Su familia intentó disuadirlo, pero una hermana expresó más tarde que creía que Kevin Barry se había unido.

## Colegio Belvedere
Con el cierre del colegio St Mary's College, Kevin Barry se trasladó al Belvedere College, una escuela jesuita en Dublín. Fue suplente en el equipo ganador de la Junior Rugby Cup y se ganó un lugar en el equipo senior. En 1918 se convirtió en secretario del club de hurling escolar que acababa de formarse y fue uno de sus jugadores más entusiastas.
En 1919, su último año en Belvedere, Barry escribió un ensayo apoyando el lockout de Dublín como una ``demostración contundente del poder del Partido Laborista y tuvo también una experiencia del poder de la agitación en la persona de ese maravilloso líder James Larkin y su hábil lugarteniente, el comandante James Connolly´´. Esta pieza le valió sólo 60 puntos de los 100 posibles o lo que es lo mismo, un 6 sobre 10. En su primer y tercer año en Belvedere no obtuvo honores, aunque sí obtuvo honores en cinco materias en su año intermedio. Después de graduarse, ganó una beca basada en el mérito otorgada anualmente por Dublin Corporation, lo que le permitió convertirse en estudiante de medicina en el University College Dublin (UCD).

## Estudiante de medicina
Barry ingresó a la UCD como estudiante de medicina de primer año en octubre de 1919 y permaneció como estudiante durante el año siguiente. Su amigo más cercano en la UCD era Gerry MacAleer, de Dungannon, a quien había conocido por primera vez en Belvedere. Otro amigo en la UCD fue Frank Flood, a quien había conocido en las Escuelas O'Connell y ahora era estudiante de ingeniería en la universidad.
Los estudios de medicina de Barry compitieron con otras atracciones, como el baile, la bebida, el juego y el cine. Como resultado, sólo logró asistir a aproximadamente tres cuartas partes de las clases de su facultad de medicina. Una de sus distracciones más importantes fue su afiliación a los Voluntarios Irlandeses. Barry fue uno de los varios estudiantes de medicina de la UCD que participaron en los Voluntarios, incluidos Tom Kissane, Liam Grimley y Mick Robinson, todos ellos involucrados con Barry en la emboscada de Monk's Bakery, junto con Frank Flood. Kissane, Grimley, Robinson y Flood sobrevivieron a la emboscada ilesos. Flood fue posteriormente capturado y ejecutado por los británicos en 1921.
A pesar de la amplia participación de Barry en acciones voluntarias, parece haber sido muy discreto. Aunque Barry fue miembro de los Voluntarios durante tres de los cuatro años de su amistad, su amigo más cercano, Gerry McAleer, desconocía este aspecto de su vida.

## Actividades de voluntariado

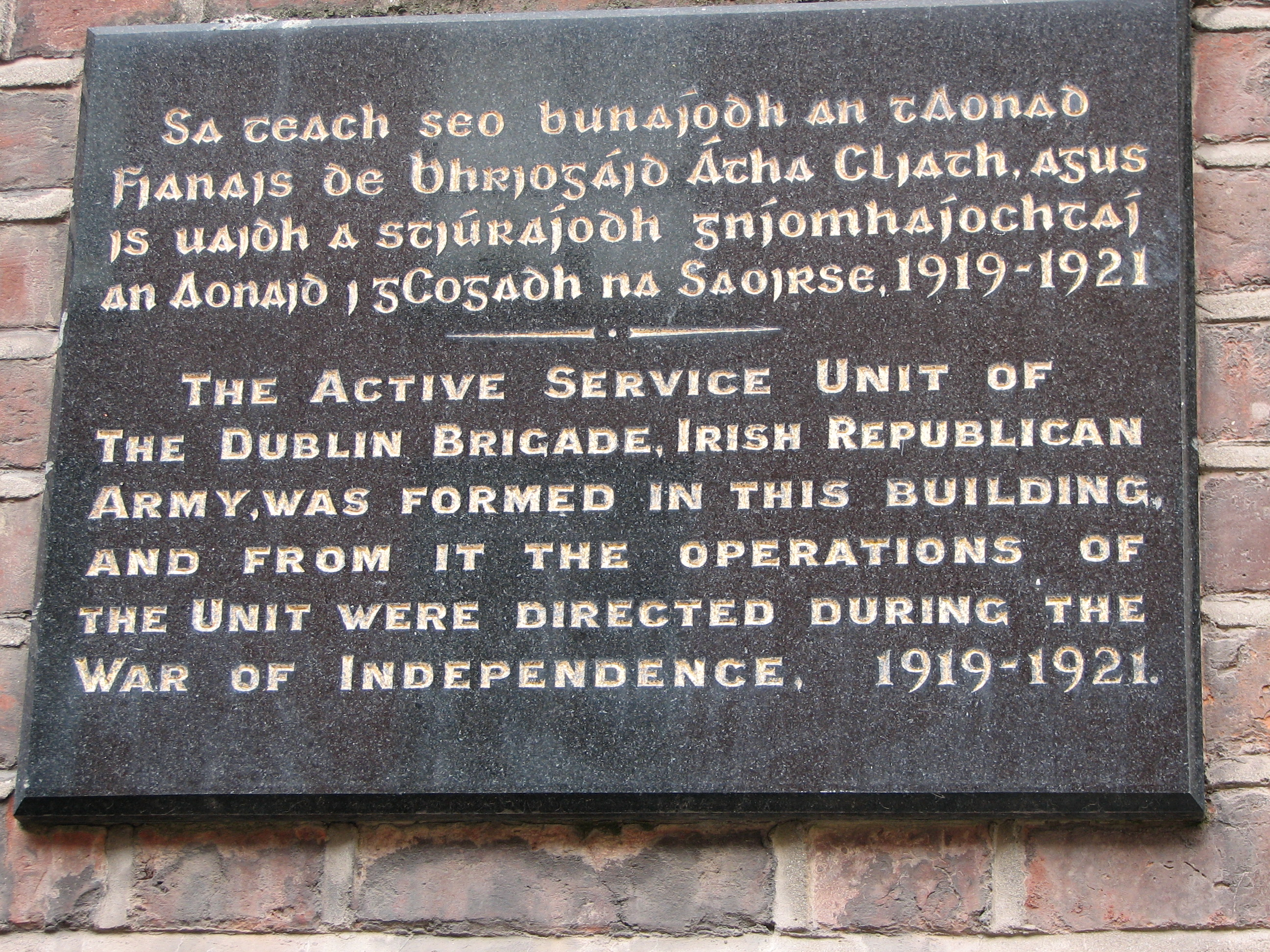
Placa que marca el lugar donde en 1919 se fundó la Unidad de Servicio Activo de la Brigada de Dublín del IRA. El edificio está en Great Denmark Street, Dublín.

En octubre de 1917, durante su segundo año en Belvedere, a la edad de 15 años, se unió a la Compañía C, 1ºer Batallón de la Brigada de Dublín de los Voluntarios Irlandeses. Cuando la Compañía C fue posteriormente reorganizada, fue reasignado a la recién formada Compañía H, bajo el mando del capitán Seamus Kavanagh. Estuvo asignado a la Compañía C, del 3ºer Batallón de la Brigada Carlow durante sus vacaciones escolares en Tombeagh.
Al año siguiente, a los 16 años, Seán O'Neill y Bob O'Flanagan le presentaron al Club Clarke Luby de la Hermandad Republicana Irlandesa (IRB). En algún momento, juró ser miembro de esta sociedad secreta dirigida por Michael Collins. Las actividades de Barry en Dublín se centraron en el entrenamiento y las operaciones para adquirir armas y municiones. Los lugares de entrenamiento se cambiaban periódicamente para evitar ser descubiertos, pero el alcance del entrenamiento que recibió Barry es cuestionable.
Aunque sirvió en los Voluntarios durante casi tres años, su experiencia operativa antes de la emboscada de Monk's Bakery era algo limitada. En su mayor parte, los voluntarios en Dublín no hicieron mucho más que entrenarse y pocos vieron acción o escucharon disparos en señal de enfado. Participó en una serie de pequeñas operaciones, incluida una redada en Shamrock Works en busca de armas destinadas a la Royal Irish Constabulary (RIC) y una redada en Mark's of Capel Street en busca de municiones y explosivos.
La única acción significativa de Barry antes de Monk's Bakery fue la redada en busca de armas en un puesto militar en King's Inn en Constitution Hill. La Brigada de Dublín había reconocido cuidadosamente el lugar y desarrollado un plan de operaciones que se completaría en siete minutos. El 1 de junio de 1920, un equipo cuidadosamente seleccionado de los tres batallones de la Brigada de Dublín atacó el lugar, tomando por sorpresa a los 25 soldados y confiscando las armas disponibles. En sólo seis minutos, los asaltantes habían conseguido rifles, ametralladoras ligeras y grandes cantidades de municiones, y habían abandonado el lugar sin sufrir bajas.

## Emboscada
A mediados de septiembre de 1920, el capitán Seamus Kavanagh, comandante de la Compañía H de la Brigada de Dublín, fue abordado por James Douglas, de la Compañía C. Douglas le informó que él y John Joe Carroll, de la Compañía H, habían notado que un camión del ejército británico custodiado por un grupo armado de soldados hacía dos viajes por semana a la panadería Monk's Bakery en 79-80 Church Street para obtener pan. Habían observado que el camión pasaba todos los lunes y jueves entre las 11:00 y las 11:15. El grupo generalmente estaba formado por un oficial y un conductor en la cabina, con un suboficial y ocho soldados en la retaguardia. El oficial y un soldado entraban a la panadería para comprar pan. Cuatro o cinco militares permanecían junto al camión sin tomar medidas especiales de seguridad mientras los demás cruzaban la calle para comprar cigarrillos o dulces. En 10 o 15 minutos el pan estaría cargado y el camión partiría.
El 13 de septiembre, el capitán Kavanagh fue a Church Street para confirmar la información y reconocer la zona. Observó la llegada del camión y confirmó los detalles que Douglas había relacionado. Después de que los soldados se fueran, fue a la panadería y habló con JJ Moore, un carpintero, a quien Kavanagh ya conocía y que simpatizaba con los Voluntarios. Moore también validó las conclusiones de Douglas y Carroll y afirmó que el grupo no superaba los 11 hombres. Luego Moore le mostró a Kavanagh los alrededores de la panadería para que este último pudiera desarrollar un plan para una emboscada, incluyendo la disposición planificada de sus hombres. También le mostraron un pasaje desde el patio de la panadería que conducía a una tienda en North King Street, que proporcionaría una línea de retirada útil para cualquier hombre apostado en el patio.

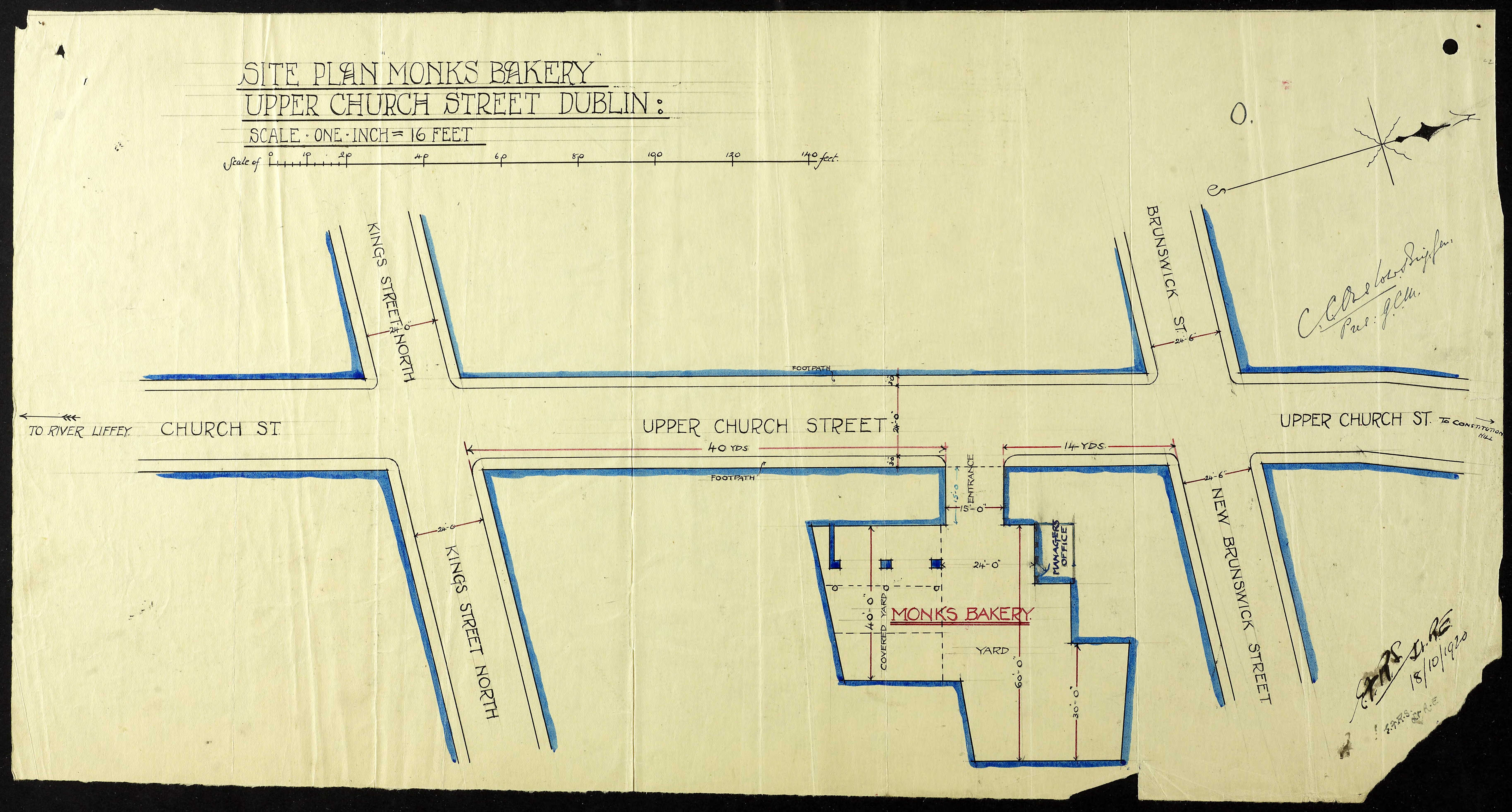
Exposición del juicio marcial que muestra el lugar de la emboscada en la panadería de Monk

Después de obtener permiso para llevar a cabo la emboscada, el capitán Kavanagh seleccionó hombres de su compañía para participar y desarrolló su plan detallado. En ese momento, Kevin Barry era miembro de la Compañía C, pero al regresar a Dublín de vacaciones se enteró de la operación y le preguntó al capitán Kavanagh si podía participar como lo había hecho en otra operación de la Compañía H en junio en King's Inn. Con la incorporación de Barry, el grupo operativo estaría compuesto por Kavanagh al mando, con dos tenientes, siete comandantes de sección, un intendente asistente, cuatro jefes de escuadrón (uno de los cuales era Barry) y diez voluntarios. Además, un furgón debía acudir a las inmediaciones de la panadería para recoger las armas capturadas.
El domingo por la noche, 19 de septiembre, Kavanagh reunió a sus hombres y les ordenó que se presentaran en el Club Sinn Féin O'Flanagan a las 9:00 de la mañana del día siguiente. Ordenó que nadie llevara nada que pudiera utilizarse para identificarlo en caso de ser capturado. Luego se reunió en privado con Barry y le preguntó si tenía un examen en la UCD al día siguiente. Barry respondió: ``Oh, todo estará bien´´. Kavanagh dijo que no quería que se perdiera otro puesto como se había perdido uno el día de la redada en King's Inn, a lo que Barry respondió ``¿Cómo crees que podría presentarme a un examen sabiendo que este trabajo está en marcha y yo no?´´ Kavanagh finalmente estuvo de acuerdo y señaló más tarde que ``nunca podré olvidar la expresión de alegría en el rostro de Kevin cuando le dije que podía venir a trabajar´´.
En la mañana del 20 de septiembre de 1920, Barry fue a misa y luego se unió a un grupo de voluntarios del IRA en Bolton Street, en Dublín. Sus órdenes eran tender una emboscada a un camión del ejército británico que recogía un envío de pan de la panadería y capturar sus armas. La emboscada estaba prevista para las 11:00, lo que le daba tiempo suficiente para participar en el operativo y regresar a clases a tiempo para el examen que tenía a las 14:00. El camión llegó tarde y estaba bajo el mando del sargento Banks.
Barry y los miembros de la Compañía C debían rodear el camión, desarmar a los soldados, tomar las armas y escapar. cubrieron la parte trasera del vehículo y, al ser retados, los cinco militares acataron la orden de deponer las armas. Luego se escuchó un disparo; Terry Golway, autor de ``Por la causa de la libertad´´, sugiere que posiblemente fue un disparo de advertencia de un soldado descubierto en el frente. Barry y el resto del grupo de la emboscada abrieron fuego. Su arma se atascó dos veces y se lanzó a cubrirse debajo del vehículo. Sus compañeros huyeron y él quedó abandonado. Luego fue descubierto y arrestado por los soldados. Uno de los soldados, el soldado Harold Washington, fue asesinado a tiros. Otros dos, los soldados Marshall Whitehead y Thomas Humphries, resultaron gravemente heridos y luego murieron a causa de ello.

El ejército británico publicó este comunicado el lunes por la tarde:
``Esta mañana, un grupo de un suboficial y seis hombres del Regimiento del Duque de Wellington fueron atacados a tiros por un grupo de civiles a las puertas de una panadería en Church Street, Dublín. Un soldado murió y cuatro resultaron heridos. Un grupo de fusileros de Lancashire que se encontraba en las cercanías, al oír los disparos, se apresuró a ayudar a sus compañeros y logró detener a uno de los agresores. Los soldados no perdieron armas ni equipos.´´ 
Los periódicos irlandeses hablaron mucho de la edad de Barry, pero el ejército británico señaló que los tres soldados que habían muerto tenían ``casi la misma edad que Barry´´. El 20 de octubre, el mayor Reginald Ingram Marians OBE, jefe de la sección de prensa del Estado Mayor, informó a Basil Clarke, jefe de publicidad, que Washington tenía ``sólo 19 años y que los demás soldados tenían edades similares´´. El general Macready  era muy consciente del ``valor propagandístico de la edad de los soldados´´. Macready informó al general Sir Henry Wilson el día en que se pronunció la sentencia ``de los tres hombres que fueron asesinados por él (Barry) y sus amigos, dos tenían 19 años y uno 20 - edad oficial, por lo que probablemente eran más jóvenes... así que si quieren propaganda, ahí la tienen´´. 

Sobre esta propaganda competitiva, Martin Doherty escribió en un artículo de revista titulado ``Kevin Barry y la guerra de propaganda anglo-irlandesa´´:
``Por lo tanto, desde el punto de vista británico, la guerra de propaganda anglo-irlandesa era probablemente imposible de ganar. La Irlanda nacionalista había decidido que hombres como Kevin Barry luchaban para liberar a su país, mientras que los soldados británicos —jóvenes o no— buscaban retener esa libertad. En estas circunstancias, etiquetar a Barry de asesino no era más que añadir sal a la herida. El fracaso contrastante de la propaganda británica se demuestra gráficamente por el simple hecho de que incluso en los periódicos británicos los soldados Whitehead, Washington y Humphries siguieron siendo nombres y números sin rostro, para los que no se escribieron canciones.´´ 

## Captura y denuncias de tortura

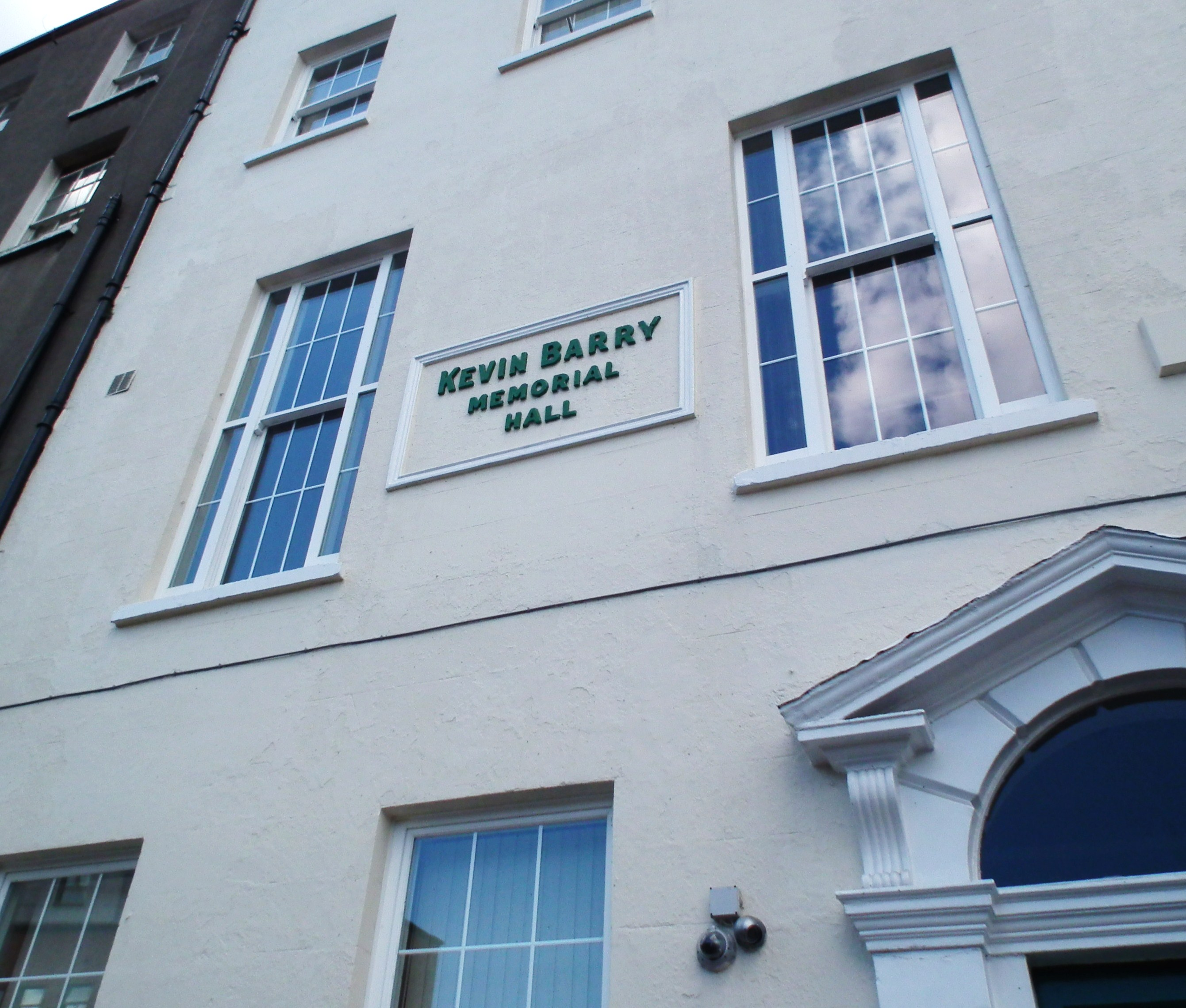
La sede de Sinn Féin en Dublín en el Kevin Barry Memorial Hall

Barry fue colocado en la parte trasera del camión junto al cuerpo del soldado Harold Washington y con sus compañeros. Luego fue transportado a la North Dublin Union. Al llegar al cuartel, fue llevado bajo escolta de la policía militar a la sala de morosos, donde fue registrado y esposado. Poco después, tres sargentos de los Fusileros de Lancashire y dos oficiales comenzaron el interrogatorio. Dio su nombre y una dirección de 58 South Circular Road, Dublín (la dirección de su tío), y su ocupación como estudiante de medicina, pero se negó a responder cualquier otra pregunta. Los oficiales continuaron exigiendo los nombres de otros republicanos involucrados en la emboscada.
En ese momento, el Sinn Féin montó una campaña publicitaria. El 28 de octubre, Barry Kevin recibió órdenes de su comandante de brigada, Richard McKee, de ``hacer una declaración jurada sobre su tortura en la North Dublin Union´´. Se hicieron arreglos para entregarla a través de la hermana de Barry, Kathleen Barry Moloney, a Desmond Fitzgerald, director de publicidad del Sinn Féin, ``con el objeto de que se publicara en la prensa mundial, y particularmente en los periódicos ingleses, el sábado 30 de octubre´´.

La declaración jurada, redactada en la prisión de Mountjoy días antes de su ejecución, describe el trato que recibió cuando se repitió la pregunta de los nombres:
``Él trató de persuadirme para que le diera los nombres, pero yo persistí en negarme. Luego envió al sargento fuera de la habitación a buscar una bayoneta. Cuando la trajeron, el sargento recibió la orden del mismo oficial de apuntarme la bayoneta al estómago... El sargento entonces dijo que me atravesaría con la bayoneta si no lo decía... El mismo oficial me dijo entonces que si persistía en mi actitud, me echaría ante los hombres en la plaza del cuartel, y supuso que yo sabía lo que eso significaba con los hombres en su estado de ánimo actual. No dije nada Ordenó a los sargentos que me pusieran boca abajo en el suelo y me retorcieran el brazo... Cuando yacía en el suelo, uno de los sargentos se arrodilló sobre mi espalda, los otros dos colocaron un pie cada uno sobre mi espalda y mi hombro izquierdo, y el hombre que se arrodilló sobre mí torció mi brazo derecho, sujetándolo por la muñeca con una mano, mientras sostenía mi cabello con la otra para tirar mi cabeza hacia atrás. El brazo estaba torcido desde la articulación del codo. Esto continuó, según mi leal saber y entender, durante cinco minutos. Fue muy doloroso... Todavía persistí en negarme a responder estas preguntas... Un civil entró y repitió las preguntas, con el mismo resultado. Me informó que si le daba toda la información que sabía podría salirme con la mía.´´ 
El 28 de octubre, el Irish Bulletin, el boletín oficial de propaganda producido por el Departamento de Publicidad de la Dáil Éireann, publicó la declaración de Barry denunciando tortura. El titular decía ``El gobierno militar inglés tortura a un prisionero de guerra y está a punto de ahorcarlo´´. El Irish Bulletin declaró a Barry prisionero de guerra, sugiriendo que en el centro del conflicto había un conflicto también de principios. Los ingleses no reconocían al conflicto como una guerra y trataban todos los homicidios cometidos por el IRA como si fueran asesinos.
El historiador John Ainsworth, autor de ``Kevin Barry, el incidente en la panadería de Monk y la creación de una leyenda republicana irlandesa´´, señaló que Barry había sido capturado por los británicos no como un soldado uniformado, disfrazado de civil y en posesión de balas de ``punta plana Dum-dum´´, que se expanden al impactar, maximizando la cantidad de daño causado al "individuo desafortunado" al que se apunta, en contravención de la Convención de La Haya de 1899. 
Erskine Childers abordó la cuestión del estatus político en una carta a la prensa el 29 de octubre, que se publicó al día siguiente de la ejecución de Barry.
``Este muchacho Barry estaba haciendo precisamente lo que los ingleses harían en las mismas circunstancias y con la misma provocación amarga e intolerable: la supresión mediante la fuerza militar de la libertad de su país.
Colgarlo por asesinato es un ultraje insultante, y es más; es un abuso de poder; un acto indigno de venganza. contrastando mal con la tolerancia y humanidad invariablemente mostradas por los Voluntarios Irlandeses hacia los prisioneros por ellos capturados cuando han tenido éxito en encuentros similares a este. Estos combates de guerrillas entre soldados y policías (ambas clases realizan el mismo trabajo con las mismas armas: el trabajo de represión militar) son episodios típicos en Irlanda.´´
``Los asesinatos de agentes individuales, mal llamados "policías", han sido comparativamente raros. La cifra que el Gobierno ha dado es de 38, y, que yo sepa, no resiste ser examinada. Acusó al Gobierno británico de 80 asesinatos cometidos por soldados y policías: asesinatos de personas desarmadas y, en su mayoría, personas totalmente inocentes, incluidos ancianos, mujeres y niños.
Colgar a Barry es llevar hasta su extremo lógico la pretensión hipócrita de que el movimiento nacional en Irlanda, apoyado incondicionalmente por la gran masa del pueblo irlandés, es la sórdida conspiración de una "banda de asesinos´".´´
``Eso es falso; se trata de un levantamiento natural: un choque entre dos gobiernos, uno basado en el consentimiento y el otro en la fuerza. Los irlandeses luchan contra adversidades abrumadoras para defender sus propias instituciones electas contra la extinción.´´ 

En una carta dirigida a ``las naciones civilizadas del mundo´´, Arthur Griffith, entonces presidente interino de la República, escribió:
``En circunstancias similares, un cuerpo de voluntarios irlandeses capturó el 1 de junio de este año a un grupo de 25 militares ingleses que estaban de servicio en King's Inns, en Dublín. Después de desarmar al grupo, los Voluntarios liberaron inmediatamente a sus prisioneros. Esto se realizó en estricta conformidad con la conducta de los Voluntarios en todos esos encuentros. Cientos de miembros de las fuerzas armadas han sido capturados de vez en cuando por los Voluntarios y en ningún caso ningún prisionero fue maltratado a pesar de que los Voluntarios habían sido asesinados o heridos en los combates, como en el caso de Cloyne, Condado de Cork, cuando, después de un conflicto en el que un Voluntario fue asesinado y dos heridos, todas las fuerzas opuestas fueron capturadas, desarmadas y puestas en libertad.´´ 
Ainsworth señala que ``Griffith estaba usando deliberadamente ejemplos relacionados con los enfrentamientos del IRA con las fuerzas militares británicas en lugar de con la policía, porque sabía que los enfrentamientos que involucraban a la policía, en particular, eran por lo general de naturaleza incivilizada, caracterizados por la violencia y la brutalidad, aunque en esta etapa por parte de ambos lados´´.

## Juicio
El Ministerio de Guerra ordenó que Kevin Barry fuera juzgado por un tribunal militar según la Ley de Restauración del Orden en Irlanda, que recibió la sanción real el 9 de agosto de 1920. El general Sir Nevil Macready, comandante en jefe de las fuerzas británicas en Irlanda, nombró entonces un tribunal de nueve oficiales bajo el mando del general de brigada Onslow.

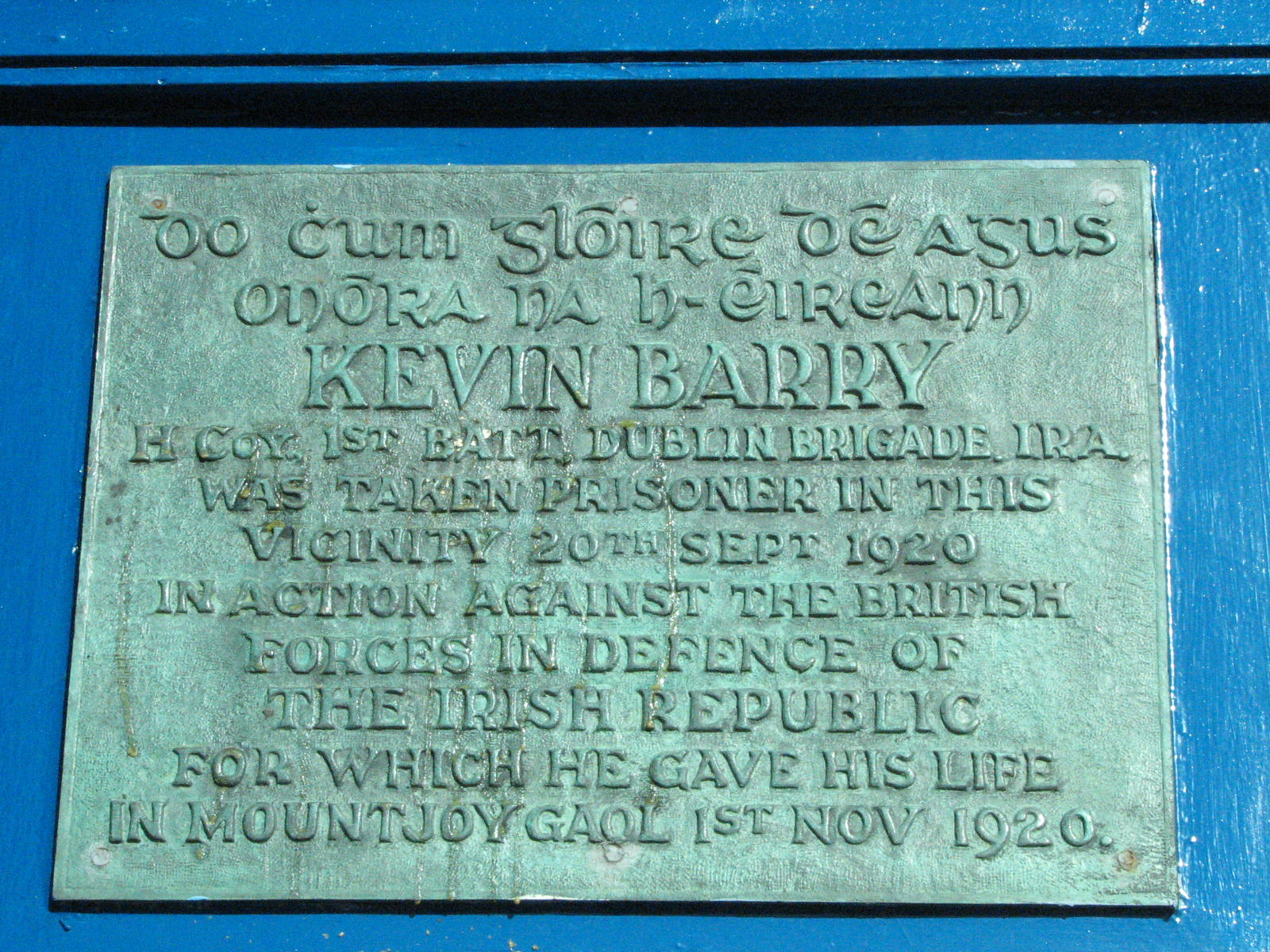
Placa conmemorativa de Kevin Barry cerca del lugar donde fue capturado en Church Street, Dublín

El 20 de octubre, a las 10:00, los nueve oficiales del tribunal, cuyo rango iba desde brigadier hasta teniente, ocuparon sus lugares en una mesa elevada. A las 10:25, Kevin Barry fue llevado a la habitación por una escolta militar. Luego Seán Ó hUadhaigh solicitó un breve aplazamiento para consultar con su cliente. El tribunal concedió esta solicitud. Tras un breve receso, Barry anunció: ``Como soldado de la República de Irlanda, me niego a reconocer al tribunal´´. El general de brigada Onslow explicó la ``peligrosa situación´´ del prisionero y que estaba siendo juzgado por un cargo de pena capital. Él no respondió. Ó hUadhaigh se levantó entonces y dijo al tribunal que, puesto que su cliente no reconocía la autoridad del tribunal, él mismo no podía seguir participando en el procedimiento.
Barry fue acusado de tres cargos por el asesinato del soldado Marshall Whitehead. Una de las balas extraídas del cuerpo de Whitehead era del calibre .45, mientras que todos los testigos afirmaron que Barry estaba armado con una Mauser Parabellum del calibre .38. El Juez Abogado General informó al tribunal que la Corona sólo tenía que demostrar que el acusado era uno de los integrantes del grupo que mató a tres soldados británicos y que todos los miembros del grupo eran técnicamente culpables de asesinato. De acuerdo con el procedimiento militar, el veredicto no fue anunciado ante el tribunal. Fue devuelto a Mountjoy y alrededor de las 8 de la noche de ese mismo día, el oficial del tribunal marcial del distrito entró en su celda y leyó la sentencia: ``muerte en la horca´´. El 28 de octubre el público se enteró de que la fecha de ejecución había sido fijada para el 1 de noviembre.

## Ejecución
Según Sean: ``Se enfrenta a la muerte como se enfrentó a la vida, con valentía pero sin fanfarronería. No cree estar haciendo nada maravillosamente heroico. Una y otra vez ha rogado que no se haga ningún escándalo por él´´.
Barry dijo: ``No es nada dar la vida por Irlanda. No soy el primero y tal vez no seré el último ¿Qué es mi vida comparada con la causa?´´  Barry bromeó sobre su muerte con su hermana Kathy. ``Bueno, no me van a dejar caer como a un soldado... Pero debo decir que me van a colgar como a un caballero´´, dijo Cronin en referencia a la obra de George Bernard Shaw El discípulo del diablo .
El 31 de octubre se le permitieron tres visitas de tres personas cada una, la última de las cuales fue realizada por su madre, su hermano y sus hermanas. Además de los dos auxiliares que estaban con él, había cinco o seis celadores en la sala de juntas. Cuando su familia se marchaba, se encontraron con el canónigo John Waters, que les dijo: ``Este muchacho no parece darse cuenta de que va a morir mañana por la mañana´´. La señora Barry le preguntó qué quería decir. Dijo: ``Está tan alegre y despreocupado todo el tiempo. Si se diera cuenta de ello, se sentiría abrumado´´. La señora Barry respondió: ``Canónigo Waters, sé que usted no es republicano. Pero ¿es imposible que usted comprenda que mi hijo está realmente orgulloso de morir por la República?´´. El canónigo Waters se puso un poco nervioso cuando se despidieron. La familia Barry registró que se sintieron molestos por este encuentro porque consideraban que el capellán jefe era ``lo más cercano a un amigo que Kevin vería antes de su muerte, y parecía tan extraño´´.

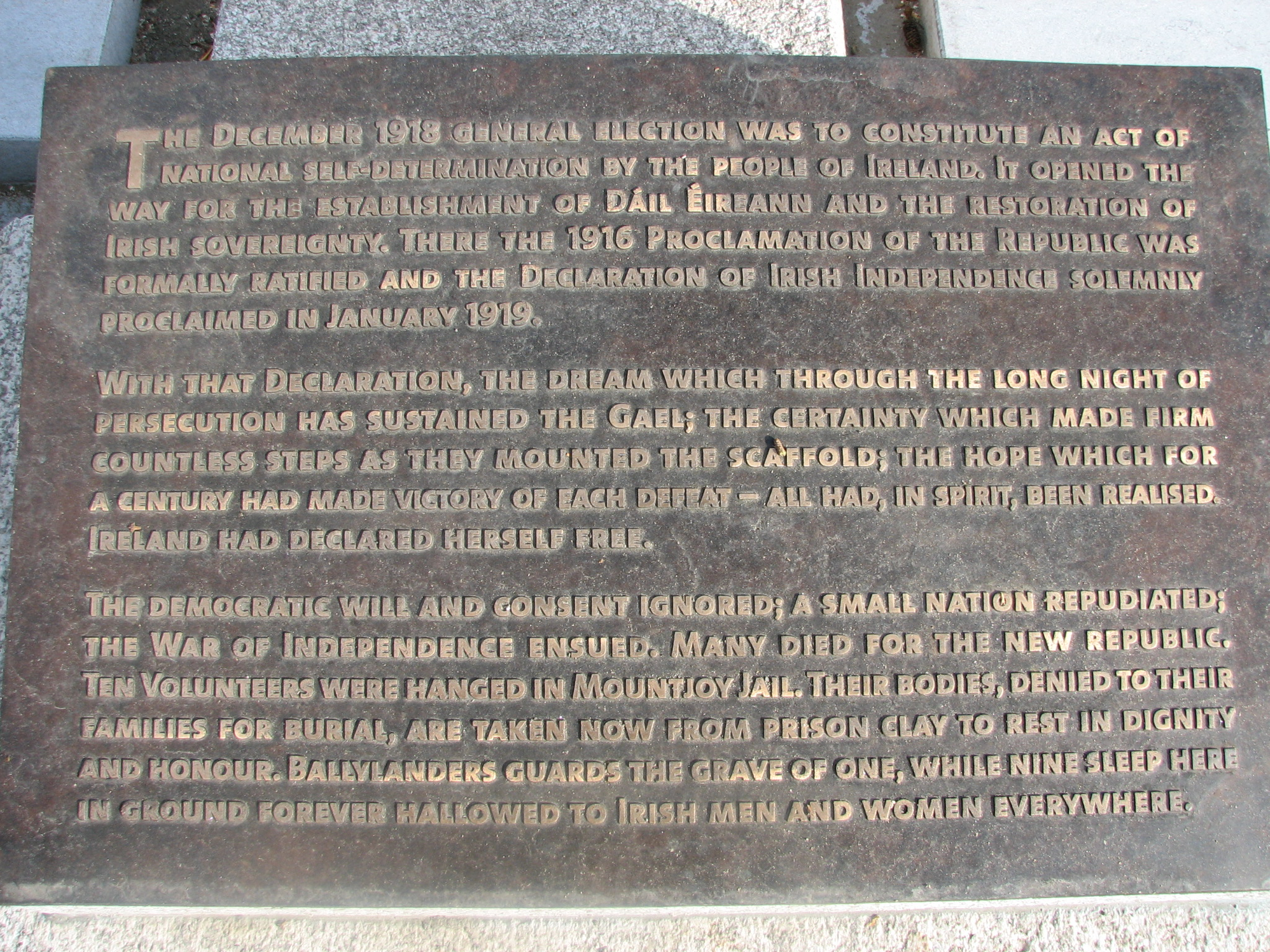
Placa colocada por el Gobierno irlandés en las tumbas de los voluntarios

Kevin Barry fue ahorcado el 1 de noviembre, después de escuchar dos misas en su celda. El canónigo Waters, que lo acompañó hasta el cadalso, le escribió más tarde a la madre de Barry: ``Usted es la madre, mi querida señora Barry, de uno de los muchachos más valientes y mejores que he conocido. Su muerte fue una de las más santas, y su querido muchacho la está esperando ahora, más allá del alcance del dolor o la prueba´´.

La Corporación de Dublín se reunió el lunes, emitió un voto de simpatía hacia la familia Barry y levantó la reunión como muestra de respeto. La oficina del Secretario Jefe en el Castillo de Dublín publicó el lunes por la noche el siguiente comunicado:
``La sentencia de muerte en la horca dictada por un tribunal militar contra Kevin Barry, o Berry, estudiante de medicina, de 18½ años por el asesinato del soldado Whitehead en Dublín el 20 de septiembre, se ejecutó debidamente esta mañana en la prisión de Mountjoy, Dublín.´´``En un tribunal militar de investigación, hecho posteriormente en lugar de una investigación judicial, se presentó evidencia médica en el sentido de que la muerte fue instantánea. El tribunal consideró que la sentencia se había ejecutado de conformidad con la ley.´´ 
El cuerpo de Barry fue enterrado a las 13:30, en un terreno cercano a la prisión de mujeres. Su camarada y compañero de estudios Frank Flood fue enterrado junto a él cuatro meses después. Una cruz sencilla marcaba sus tumbas y las de Patrick Moran, Thomas Whelan, Thomas Traynor, Patrick Doyle, Thomas Bryan, Bernard Ryan, Edmond Foley y Patrick Maher, quienes fueron ahorcados en la misma prisión antes del Tratado Anglo-Irlandés de julio de 1921 que puso fin a las hostilidades entre los republicanos irlandeses y los británicos. Los hombres habían sido enterrados en terreno no consagrado en la propiedad de la cárcel y sus tumbas no fueron identificadas hasta 1934. Los republicanos los conocieron como Los Diez Olvidados e hicieron campaña para que los cuerpos fueran enterrados nuevamente con honor y ritos apropiados. El 14 de octubre de 2001, los restos de estos diez hombres recibieron un funeral de estado y fueron trasladados desde la prisión de Mountjoy para ser enterrados nuevamente en el cementerio de Glasnevin en Dublín.

## Secuelas

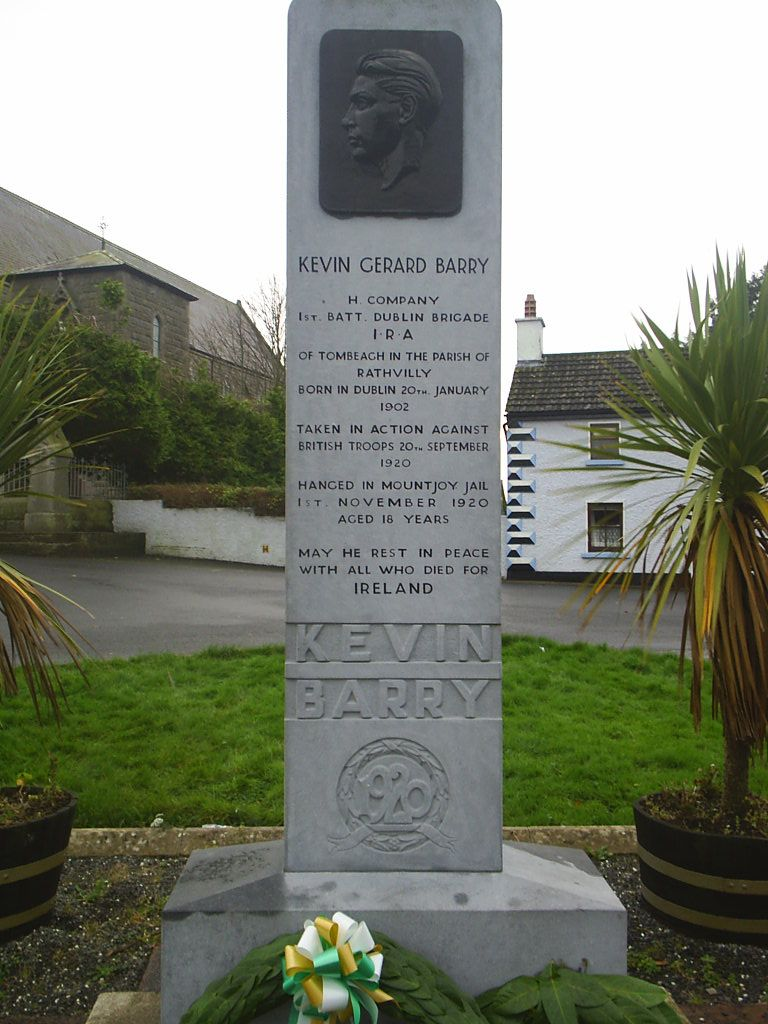
Monumento a Kevin Barry en Rathvilly, condado de Carlow

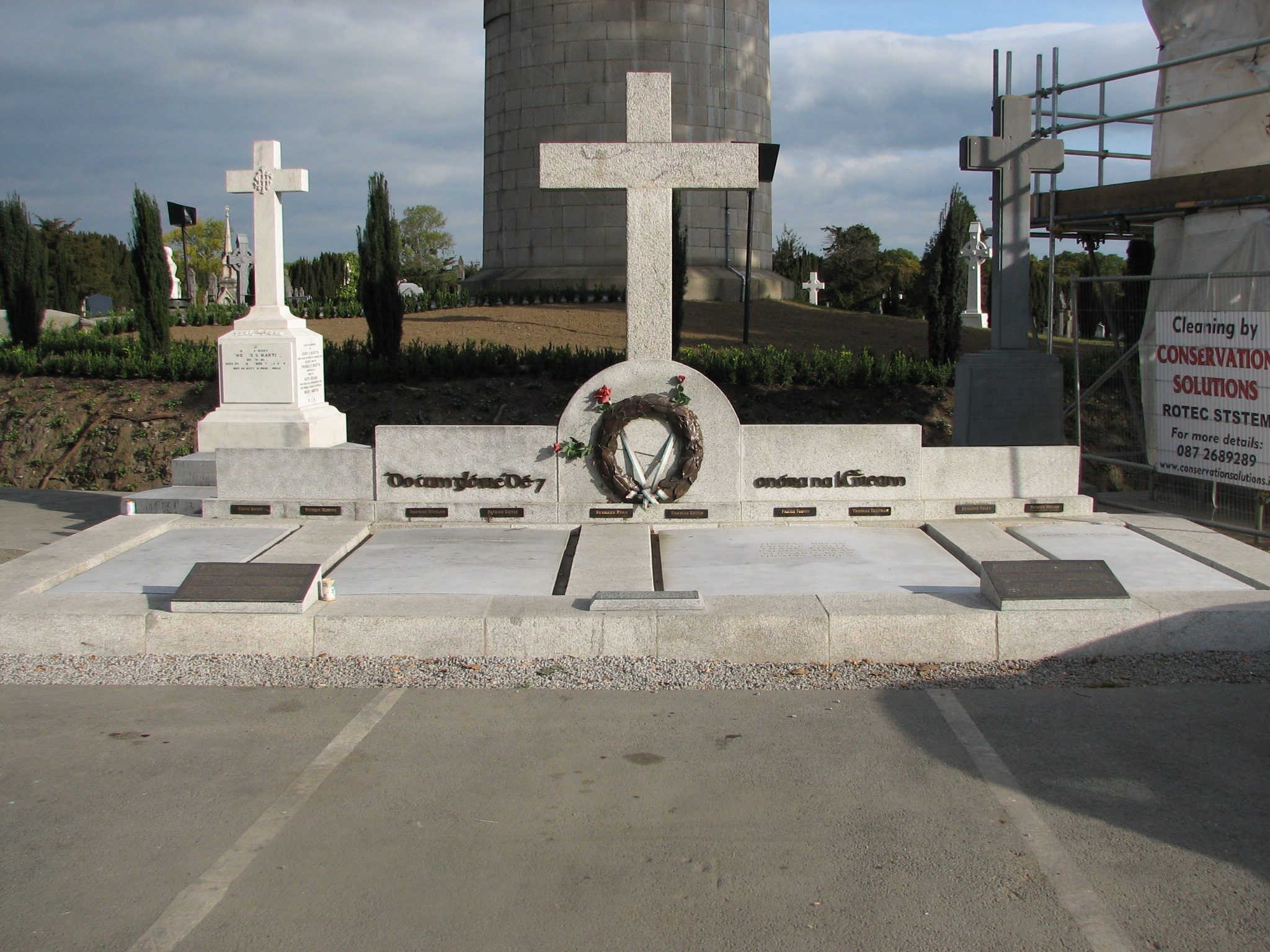
El 14 de octubre de 2001, los restos de Kevin Barry y otros nueve voluntarios de la Guerra de la Independencia recibieron un funeral de estado y fueron trasladados de la prisión de Mountjoy para ser enterrados nuevamente en el cementerio de Glasnevin en Dublín. La tumba de Barry es la primera a la izquierda.

La única biografía completa de Kevin Barry fue escrita por su sobrino, el periodista Donal O'Donovan, y fue publicada en 1989 con el nombre de ``Kevin Barry and his Time´´ (en español: Kevin Barry y su tiempo). En 1965, Sean Cronin escribió una breve biografía, titulada simplemente ``Kevin Barry´´, que fue publicada por el Comité Nacional de Publicaciones de Cork y a la que Tom Barry le proporcionó un prólogo. Según se dice, la ejecución inspiró el poema surrealista de Thomas MacGreevy, ``Homenaje a El Bosco´´. MacGreevy había solicitado sin éxito al rector del Trinity College de Dublín, John Henry Bernard, que hiciera representaciones en nombre de Barry.

## Legado

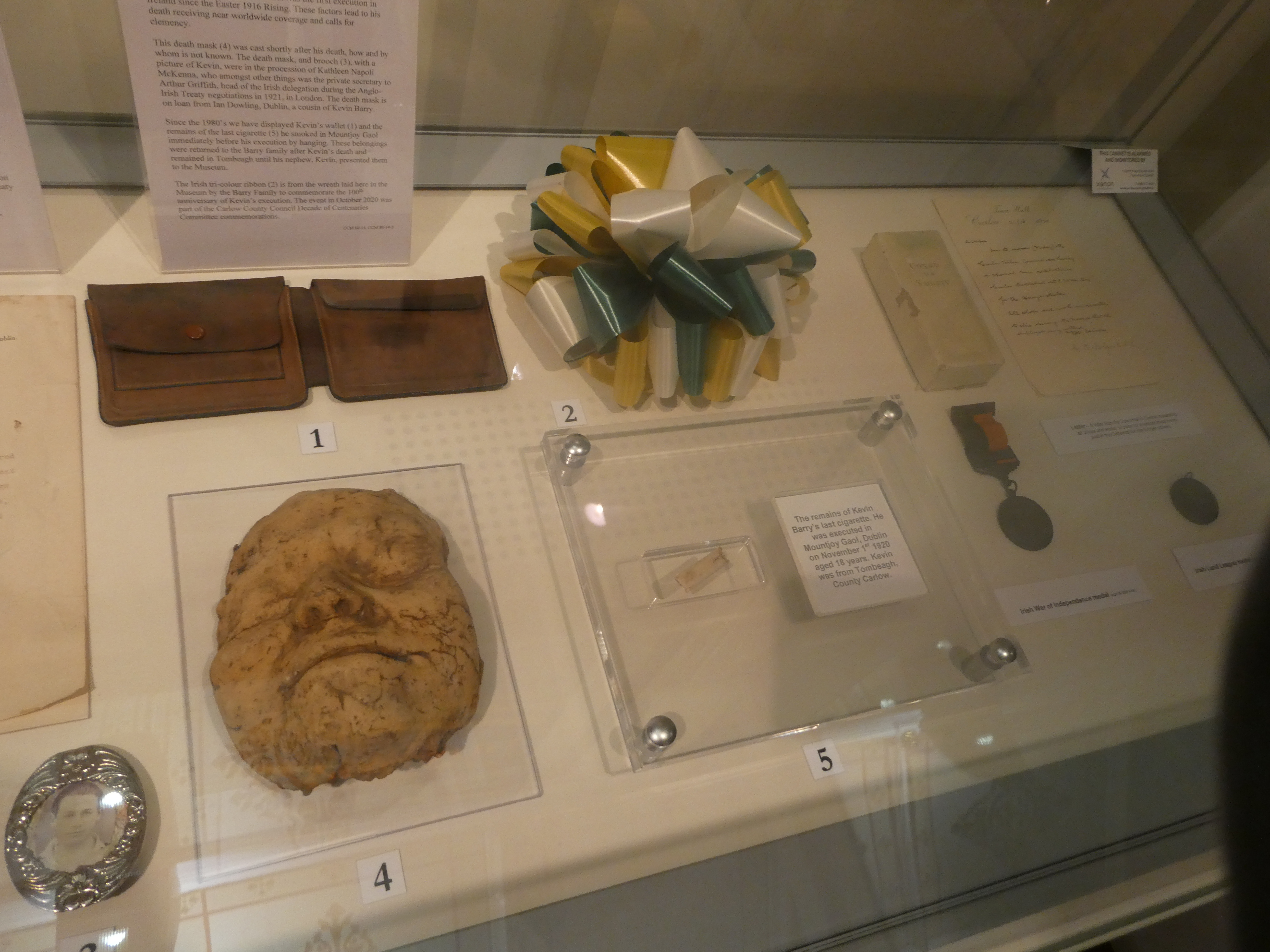
Exposición de efectos personales y máscara mortuoria en el Museo del Condado de Carlow

En 1930, los inmigrantes irlandeses en Hartford, Connecticut, crearon un club de hurling y lo bautizaron en honor a Barry. El club luego desapareció durante décadas, pero fue revivido en 2011 por inmigrantes irlandeses recién llegados y estadounidenses de origen irlandés locales en la zona. El Departamento de Correos y Telégrafos emitió un sello conmemorativo para conmemorar el 50º aniversario de la muerte de Barry en 1970. Las filiales de Ógra Fianna Fáil del University College Dublin y de la Universidad de Galway llevan su nombre. El club GAA de Derrylaughan Kevin Barry fue fundado en Clonoe, condado de Tyrone.
En 1934, se inauguró una gran vidriera en memoria de Barry en Earlsfort Terrace, entonces campus principal del University College de Dublín. Fue diseñado por Richard King del estudio Harry Clarke. En 2007, la UCD completó su reubicación al campus de Belfield a unas cuatro millas de distancia y los graduados recaudaron un fondo para sufragar el costo (estimado en cerca de 250.000 €) de restaurar y trasladar la ventana a esta nueva ubicación. Un sobrino nieto de Kevin Barry es el historiador irlandés Eunan O'Halpin.
Barry es recordado en una conocida canción sobre su encarcelamiento y ejecución, escrita poco después de su muerte y todavía cantada hoy. La melodía de ``Kevin Barry´´ está extraída de la canción marinera ``Rolling Home´´, esta balada ha sido cantada por artistas como Paul Robeson, Leonard Cohen, Lonnie Donegan, Stompin' Tom Connors, los Hootenanny Singers, Damien Dempsey, The Clancy Brothers, Tommy Makem y The Dubliners. La ejecución de Barry se menciona en la canción popular "Rifles of the IRA", escrita por Dominic Behan en 1968, en los versos dicen ``they hanged young Kevin Barry high/a lad of 18 years´´ (en español ``Ahorcaron al joven Kevin Barry, un muchacho de 18 años´´). Hay una banda de flauta republicana irlandesa que lleva su nombre en Glasgow: la ``Banda de flauta republicana voluntaria Kevin Barry´´. Hay una banda de flauta republicana irlandesa que lleva su nombre en Glasgow: la ``Banda de flauta republicana voluntaria Kevin Barry´´.
En el lugar donde fue capturado Kevin Barry (North King Street/Church Street, Dublín), hay dos bloques de apartamentos que llevan su nombre.